# 郜海镭
郜海镭（1956年1月—），笔名金雨田，江西高安人。中华人民共和国政治人物。

## 生平
1977年9月，毕业于江西省高安师范学校学习。之后供职于江西省高安县文教局、宣传部。1984年，担任江西省高安县委办公室秘书、办公室副主任。1988年6月，担任高安县大城乡党委书记。1989年4月，担任江西行政学院院长办公室、组织部秘书。1990年12月，担任江西行政学院院长办公室副主任。1997年11月，担任江西省奉新县委副书记、代县长。1998年1月，当选为奉新县县长。2000年6月，担任中共丰城市委书记。2000年7月，担任中共吉安地委委员。同年8月，担任吉安市委常委、中共井冈山市委书记。2002年3月，担任江西省委外宣办主任。2008年5月，担任江西省文联党组书记。2009年加入中国作家协会。2012年，担任江西省文化厅厅长、党组副书记。2013年4月，担任江西省文化厅党组书记、厅长。2016年8月12日，因涉嫌严重违纪，接受组织调查。同年12月，江西省检察院对其立案侦查并采取强制措施。2017年8月，南昌市人民检察院以涉嫌贪污罪、受贿罪将其提起公诉。2018年，南昌市中级人民法院判决其犯贪污罪、受贿罪，执行有期徒刑三年，并没收贪污犯罪所得103.5万元。